# Alois Gerig
Alois Gerig (nascido em 30 de janeiro de 1956) é um político alemão. Nasceu em Höpfingen, Baden-Württemberg, e representa a CDU. Alois Gerig serviu como membro do Bundestag do estado de Baden-Württemberg desde 2009.
Ele tornou-se membro do Bundestag após as eleições federais alemãs de 2009. Ele é membro do Comité de Alimentação e Agricultura.